# Ryan (Vorname)
Ryan ist ein überwiegend männlicher Vorname irischer Herkunft. und mit der (umstrittenen) Bedeutung „kleiner König“; er ist seit der zweiten Hälfte des 20. Jahrhunderts hauptsächlich im englischsprachigen Raum verbreitet.

## Bekannte Namensträger

### A
- Ryan Adams (* 1974), US-amerikanischer Musiker
- Ryan Adigo (* 2001), deutscher Fußballspieler beninischer Abstammung
- Ryan Agar (* 1987), australischer Tennisspieler
- Ryan Anderson (* 1988), US-amerikanischer Basketballspieler
- Ryan Ariehaan (* 1979), indonesischer Radrennfahrer

### B
- Ryan Guno Babel (* 1986), niederländischer Fußballspieler
- Ryan Bailey (* 1975), US-amerikanischer Wasserballspieler
- Ryan Bailey (* 1989), US-amerikanischer Leichtathlet
- Ryan Bailie (* 1990), australischer Triathlet
- Ryan Bayda (* 1980), kanadischer Eishockeyspieler
- Ryan Bayley (* 1982), australischer Bahnradsportler
- Ryan Bennett (* 1990), englischer Fußballspieler
- Ryan Bertrand (* 1989), englischer Fußballspieler
- Ryan Bittle (* 1976), US-amerikanischer Schauspieler
- Ryan Bourque (* 1991), US-amerikanischer Eishockeyspieler
- Ryan Button (* 1991), deutsch-kanadischer Eishockeyspieler

### C
- Ryan Camilleri (* 1988), maltesischer Fußballspieler
- Ryan Carnes (* 1982), US-amerikanischer Schauspieler
- Ryan Conner (* 1971), US-amerikanische Pornodarstellerin
- Ryan Connor (* 1984), nordirischer Radrennfahrer
- Ryan Craig (* 1972), britischer Dramatiker
- Ryan Crowther (* 1988), englischer Fußballspieler

### D
- Ryan Day (* 1980), walisischer Snookerspieler
- Ryan Duncan (* 1985), kanadischer Eishockeyspieler
- Ryan Duncan (* 2004), schottischer Fußballspieler
- Ryan Dunn (1977–2011), US-amerikanischer Schauspieler und Stuntman
- Ryan Dzingel (* 1992), US-amerikanischer Eishockeyspieler

### E
- Ryan Ebert, US-amerikanischer Drehbuchautor, Filmproduzent, Filmregisseur und Schauspieler
- Ryan Edmondson (* 2001), englischer Fußballspieler
- Ryan Edwards (* 1993), englischer Fußballspieler
- Ryan Edwards (* 1993), australischer Fußballspieler
- Ryan Eggold (* 1984), US-amerikanischer Schauspieler
- Ryan Ellis (* 1991), kanadischer Eishockeyspieler
- Ryan Eriquezzo (* 1984), US-amerikanischer Pokerspieler

### F
- Ryan Fairbarn (* 1979), kanadischer Eishockeyspieler
- Ryan Farquhar (* 1976), britischer Motorradrennfahrer
- Ryan Fenech (* 1986), maltesischer Fußballspieler
- Ryan Ferreira (* um 1980), US-amerikanischer Jazz- und Fusionmusiker (Gitarre)
- Ryan Fitzpatrick (* 1982), US-amerikanischer American-Football-Spieler

### G
- Ryan Giggs (* 1973), walisischer Fußballspieler
- Ryan C. Gordon, US-amerikanischer Cross-Plattform-Programmierer
- Ryan Gosling (* 1980), kanadischer Schauspieler
- Ryan Graves (* 1983), US-amerikanischer Unternehmer
- Ryan Graves (* 1995), kanadischer Eishockeyspieler
- Ryan Griffiths (* 1981), australischer Fußballspieler

### J
- Ryan Jardine (* 1980), kanadischer Eishockeyspieler
- Ryan Johnson (* 1976), kanadischer Eishockeyspieler
- Ryan Johnson (* 1979), australischer Schauspieler
- Ryan Johnson (* 1984), jamaikanischer Fußballspieler
- Ryan Jones (* 1981), walisischer Rugbyspieler
- Ryan Jones (* 1984), kanadischer Eishockeyspieler
- Ryan Joyce (* 1985), englischer Dartspieler

### K
- Ryan Keberle (* 1980), US-amerikanischer Jazzposaunist
- Ryan Kerrigan (* 1988), US-amerikanischer American-Football-Spieler
- Ryan Kesler (* 1984), US-amerikanischer Eishockeyspieler

### L
- Ryan Laney, Spezialeffektkünstler
- Ryan Lawrie (* 1996), Britischer Sänger

### M
- Ryan Malone (* 1979), US-amerikanischer Eishockeyspieler
- Ryan Malone (* 1992), US-amerikanischer Fußballspieler
- Ryan Manning (* 1996), irischer Fußballspieler
- Ryan Mendes (* 1990), kapverdischer Fußballspieler
- Ryan Merriman (* 1983), US-amerikanischer Schauspieler
- Ryan Murray (* 1965), US-amerikanischer Regisseur, Journalist und Drehbuchautor
- Ryan Murray (* 1993), kanadischer Eishockeyspieler
- Ryan Murray (* 1995), US-amerikanischer Schwimmer

### N
- Ryan Newman (* 1998), US-amerikanische Schauspielerin, Sängerin und Model

### O
- Ryan O’Neal (1941–2023), US-amerikanischer Schauspieler

### P
- Ryan Paris (* 1953), italienischer Musiker
- Ryan Phillippe (* 1974), US-amerikanischer Schauspieler
- Ryan Pulock (* 1994), kanadischer Eishockeyspieler

### Q
- Ryan Quigley (* 1977), britischer Jazzmusiker

### R
- Ryan Ready (* 1978), kanadischer Eishockeyspieler
- Ryan Reynolds (* 1976), kanadischer Schauspieler
- Ryan Robbins (* 1972), kanadischer Schauspieler
- Ryan Robbins, britischer Fußballspieler für St. Kitts und Nevis
- Ryan Roberts (* 1980), US-amerikanischer Baseballspieler
- Ryan Rohm (* 1957), US-amerikanischer Physiker
- Ryan Ross (* 1986), US-amerikanischer Songwriter und Gitarrist
- Ryan Russell (* 1987), kanadischer Eishockeyspieler

### S
- Ryan Sawyer (* 1976), US-amerikanischer Schlagzeuger
- Ryan Sheckler (* 1989), US-amerikanischer Skateboardfahrer
- Ryan Smyth (* 1976), kanadischer Eishockeyspieler
- Ryan Sommer (* 1993), kanadischer Bobfahrer
- Ryan Sook, US-amerikanischer Comiczeichner
- Ryan Spahn (* 1980), US-amerikanischer Film- und Theaterschauspieler
- Ryan Stiles (* 1959), US-amerikanischer Schauspieler
- Ryan Strome (* 1993), kanadischer Eishockeyspieler

### T
- Ryan Tedder (* 1979), Musiker, Musikproduzent, Komponist und Frontman der US-amerikanischen Band OneRepublic
- Ryan Tosoc (* 1990), US-amerikanischer Pokerspieler
- Ryan Trahan (* 1998), US-amerikanischer Influencer und Unternehmer
- Ryan Truesdell (* um 1980), US-amerikanischer Bandleader, Arrangeur, Komponist und Musikproduzent
- Ryan Tveter (* 1994), US-amerikanischer Automobilrennfahrer
- Ryan Tyack (* 1991), australischer Bogenschütze

### V
- Ryan Vandenburg (* 1983), kanadischer Beachvolleyballspieler
- Ryan Vesce (* 1982), US-amerikanischer Eishockeyspieler

### W
- Ryan White (1971–1990), US-amerikanischer Aktivist gegen AIDS
- Ryan White (* 1988), kanadischer Eishockeyspieler

### Y
- Ryan Yates (* 1997), englischer Fußballspieler

### Z
- Ryan Zapolski (* 1986), US-amerikanischer Eishockeytorwart
- Ryan Zinke (* 1961), US-amerikanischer Politiker